# Szinai csata
A szinai csata (szlovákul Bitka pri Seni) Kassa közelében lezajlott ütközet Habsburg Ferdinánd serege és Szapolyai János serege között, 1528. március 20-án. A csatában János király erői döntő vereséget szenvedtek és a király Lengyelországba kellett, hogy meneküljön.

## Előzmények
1526-ban II. Lajos halála után kettős királyválasztásra került sor. Az egyik nemesi csoport az 1515. évi Habsburg-Jagelló házassági szerződés értelmében I. Ferdinánd osztrák főherceget választotta meg magyar királlyá. A másik csoport egy tíz évvel korábbi – ám a király által nem szentesített – országgyűlési végzés értelmében magyar főúrból választott királyt, Szapolyai János erdélyi vajda személyében, akit meg is koronáztak. Ferdinánd és hívei megindították a háborút és hamar Kelet-Magyarország területére szorították Jánost és híveit.
János Tokajnál elszenvedett veresége után Erdélyben szilárdnak hitte helyzetét, míg Ferdinánd is úgy érezte, hogy végleg legyőzte riválisát. János Erdélyben szervezkedésbe fogott, mire a helyi Habsburg-pártiak ellene agitálták a szászokat és néhány vármegyét, valamint várost.

Közben az újév elején országgyűlés ült össze Budán, hogy Ferdinánd katonákat kérjen a magyar rendektől. Magyarok elsősorban abban bíztak, hogy képes lesz az országot megvédeni az oszmán-törököktől, ezért nagy reményekkel ajánlották fel segítségüket a főhercegnek.

János folytatta az új sereg felállítását, s nagyszámú lengyel zsoldossal töltötte fel erőit. 1528 télutóján erdélyi, lengyel és szerb csapatokból álló seregével benyomult Magyarországra. Tizenháromezer fős seregét rövidesen már tizenötezer főre egészíthette ki a hozzá csatlakozott magyarokból.

Az általa erdélyi vajdának megtett, de Ferdinándhoz szegődött Perényi Pétert megverte és Kassa felé vonult. Ferdinánd egyik vezérét Johann von Katzianert küldte egy kb. 13-14 ezer fős sereggel, amelyben osztrák és német csapatok mellett magyarok is voltak Török Bálint vezérletével. Lovasparancsnokként Pekry Lajos is a seregben szolgált, s Perényi is idemenekült.
A felvonuló erők ostrommal vették be Sárospatakot és Sátoraljaújhelyt. Szapolyai még szerette volna a stratégiailag fontos Kassát is megszerezni, amelynek német polgárai Szapolyai legádázabb ellenségei voltak a Felvidéken.

## A csata
Von Katzianer seregei elsősorban Kassát biztosították, nehogy Szapolyai innen keresztül Buda felé vezesse hadait.
János seregében közben viszály ütötte fel a fejét, ami elsősorban a lengyelek és a rácok között éleződött ki. Az egyenetlenkedés mindig rossz egy haderőben, s gyakorta egy csata kimenetelét is befolyásolhatja, de Szapolyai folytatta az előrenyomulást, átkelt a Hernádon és Kassához közeledett. Szina (Abaújszina) mellett találkozott össze a Habsburg erőkkel, s személyesen vezette ellenük a harcot.
Az ellenség képzett zsoldos landsknechtjeivel szemben komolyabb ellenfélnek jóformán csak a lengyelek bizonyultak, a régóta elavult, főleg könnyűlovas (szerb) huszárokból álló seregek nem. János körül egyre sűrűbben hullottak a katonák és a királyt is kis híján elfogták. A főleg gyalogsági erőkből álló lengyelek tartottak ki a legtovább, de végül az egyre fölénybe jutó német zsoldosokkal szemben visszaszorultak, és több ágyújukat is zsákmányul ejtette az ellenség. A lengyel zsoldosokból háromszázan estek el, míg a többi egység vesztesége talán több ezer főre rúgott.
A menekülő Szapolyait Török és Pekry üldözőbe vette, majd március 25-én utol is érte. A visszavonulás közben Szapolyai serege felbomlott.

## A következmények
János király alig tudott elmenekülni Lengyelországba, s ott Tarnówban szállt meg, ahol egészen 1528 novemberéig tartózkodott. Ekkor kapott választ I. Szulejmán szultántól, akihez Lasky Jeromost küldte, hogy Ferdinánd ellen segítséget kérjen. A szultán Magyarország királyának ismerte el és az osztrákok ellen rövid időn belül nyújtandó segítséget ígért.

Magyarországon tovább folytak az összecsapások, mert néhány vár még tartotta magát és a zsoldosok rablásai miatt a vidéki lakosság is lázadozott.

Időközben kiderült az is, hogy Ferdinánd legfeljebb János király hadaival szemben képes megállni a helyét, mert 1529-ben, amikor szultán maga indul újabb magyarországi hadjáratra, a Habsburgokat hamar kiszorítja. Világossá vált tehát, mennyire kilátástalan helyzetben van Magyarország, mert egyik fél katonai ereje sem elég ahhoz, hogy az ország legfőbb ellenségétől, az Oszmán Birodalommal szemben megtartsa önállóságát és területi épségét.

## Külső hivatkozások
- Szilágyi Sándor: A Magyar Nemzet Története
- Magyarország hadtörténete, Zrínyi katonai kiadó, Budapest 1985. szerk.: Liptai Ervin ISBN 9633263379